# Martin Procházka
Martin Procházka (Slaný, 3 marzo 1972) è un ex hockeista su ghiaccio ceco.
Ha vinto la medaglia d'oro olimpica con la nazionale maschile ceca nell'hockey su ghiaccio alle Olimpiadi invernali di Nagano 1998.